# Siolim
Siolim (concani: शिवोली, Xivoli) é uma vila no distrito de Norte de Goa, no estado indiano de Goa.

## Demografia
Segundo o censo de 2001, Siolim tinha uma população de 10 311 habitantes. Os indivíduos do sexo masculino constituem 48% da população e os do sexo feminino 52%. Siolim tem uma taxa de literacia de 82%, superior à média nacional de 59,5%: a literacia no sexo masculino é de 87% e no sexo feminino é de 77%. Em Siolim, 9% da população está abaixo dos 6 anos de idade.